# Воздушные полотна

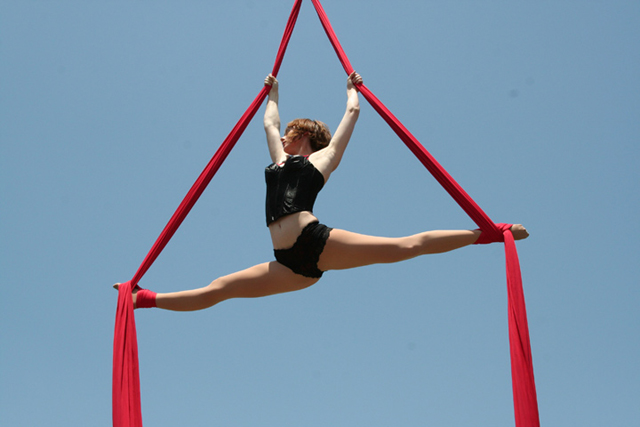

Воздушные полотна (англ. Aerial silk, aerial contortion, aerial ribbons, aerial silks, aerial tissues, fabric, ribbon, tissue) — разновидность снарядов, на которых выполняются упражнения воздушной гимнастики. Воздушные полотна представляют собой два длинных полотна тянущейся или слаботянущейся ткани (зависит от уровня подготовки гимнаста) шириной 1-1,5 метра. Воздушные полотна используются в современном цирке наравне с другими снарядами или аппаратами, подвешенными к куполу: трапеция, корд де волан, вертикальный канат, турники, рамка, бамбук, воздушное кольцо, подвесной пилон и прочие оригинальные конструкции, воздушный полет.

## История
Существует несколько версий происхождения гимнастики на воздушных полотнах. Согласно книге «Просто цирк» Стивена Сантоса («Simply Circus» by Steven Santos), гимнастика на воздушных полотнах является самым поздним видом воздушного искусства, появившимся в 1959 году во французской цирковой школе. Во время подготовки выпускных проектов ученикам было поручено исполнить часть своего номера в абсолютно новой манере. Одна из студенток выполнила его на длинном отрезе ткани.
Этот день можно считать рождением гимнастики на воздушных полотнах, однако потом их почти не использовали вплоть до 1995 года, когда Изабель Водель (Isabelle Vaudelle) продемонстрировала номер на полотнах на «The World Festival of the Circus of Tomorrow», а через год её номер вошел в программу девятого шоу Cirque Du Soleil — Quidam (исполняли Изабель Шассе (Isabelle Chassé) и Изабель Водель).
По мнению некоторых других исследователей и цирковых артистов, акробатика на воздушных полотнах имеет своим прототипом гимнастику на ремнях, которая зародилась в раннем периоде правления Династии Цин в Китае (1644—1911). В это время стремительно развиваются различные виды зрелищных искусств, поэтому артистам приходится постоянно изобретать новые представления для привлечения аудитории. В первоначальном варианте это были кожаные ленты, подвешенные на бамбуковые рамки в форме вигвама, на которые запрыгивал и поднимался вверх артист, намотав ремни вокруг запястья и выполняя трюки различной сложности и скорости.
По словам известной французской воздушной гимнастки Наташи Блондин (Natacha Blandine) китайская техника работы на воздушных снарядах была доработана Андрэ Симардом (André Simard), артистом и постановщиком номеров, сотрудничавшим с Cirque du Soleil и постоянно находившимся в поиске новых форм развития циркового искусства. Также с 1996 года благодаря стараниям Жерара Фазоли (Gérard Fasoli) — акробата, артиста и с 2012 года директора Национального центра цирковых искусств Франции — акробатика на воздушных полотнах становится регулярной дисциплиной во всех учебных заведениях циркового направления во Франции.
Сегодня техникам работы на воздушных полотнах обучают во всех крупных цирковых училищах, например ГУЦЭИ.

## Техника работы на воздушных полотнах
Гимнастика на воздушных полотнах включает в себя три основных категории трюков: подъем, обмотка, обрыв.
Подъемы используются для исполнения трюков на высоте. Существует несколько основных видов подъемов — базовый подъем, французский подъем, русский подъем.
Обмотки — статичные позы, когда гимнаст обматывает полотно вокруг своего тела или одной из его частей, придавая своему телу определенную позу — вис, раскачивание, шпагаты и прочее.
Обрыв — падение с высоты после предварительной обмотки тела таким образом, чтобы в полете часть полотна раскрутилась и гимнаста остановило обмотанное вокруг его тела полотно. Обрыв может быть простым и с кручением тела. Обрывы являются наиболее сложными и потенциально опасными, но, в то же время, наиболее зрелищными трюками.

## Воздушные полотна для любителей
Последнее время гимнастика на воздушных полотнах становится интересной альтернативой танцевальным и спортивным занятиям для непрофессионалов, которые довольно успешно осваивают базовые элементы этого вида акробатики, а иногда достигают довольно высокого уровня владения этим снарядом, вплоть до выполнения сложных элементов.
Также сегодня получают особое развитие такие виды занятий на основе воздушных полотен: йога на полотнах, йога в гамаках, фитнес в гамаках, стретчинг в гамаках. Занятия доступны для всех с любым уровнем развития и возраста. Заниматься этими видам воздушной йоги в гамаках можно сегодня в различных йога и фитнес студиях.